# برایان کین
برایان کین (انگلیسی: Brian Caine؛ زادهٔ ۲۰ ژوئن ۱۹۳۶) بازیکن فوتبال اهل بریتانیا است.
از باشگاه‌هایی که در آن بازی کرده‌است می‌توان به باشگاه فوتبال کاونتری سیتی، باشگاه فوتبال نورث‌همپتون تاون، باشگاه فوتبال بارو، و باشگاه فوتبال بلکپول اشاره کرد.